# روي أندرسن (رجل أعمال)
روي أندرسن (بالإنجليزية: Roy Anderson) هو ضابط وشخصية أعمال جنوب أفريقي، ولد في 12 مايو 1948 في جوهانسبرغ في جنوب أفريقيا.